# Parafia św. Antoniego Padewskiego w Przytułach Starych
Parafia pw. Świętego Antoniego Padewskiego w Przytułach Starych – parafia rzymskokatolicka należąca do dekanatu Rzekuń, diecezji łomżyńskiej, metropolii białostockiej. 
Erygowana została w 1994 roku. Jest prowadzona przez księży diecezjalnych.

## Zasięg parafii
Do parafii należą wierni z miejscowości: Przytuły Stare, Nowa Wieś Wschodnia, Ołdaki, Przytuły Nowe i Rozwory.